# Кялаки
Кялаки (азерб. Kələki) — село в Ордубадском районе Нахичеванской Автономной Республики Азербайджана.

## История
Деревня получила свое название от близлежащих руин храма. Название состоит из арабского слова «кала» (храм) и персидского «ки» (гора) и дословно значит «храмовая гора».

## Известные уроженцы
- Эльчибей, Абульфаз Гадиргулу оглы — президент Азербайджана (1992—1993)[3].
- Айдын Гасымлы[азерб.] — тюрколог, кандидат филологических наук[3].